# Луткун
Лутку́н (лезг. Луткун, Луткунар) — село в Ахтынском районе Дагестана. Административный центр сельского поселения Сельсовет «Луткунский». 

## География
Луткун находится на юге Дагестана, в 2 км к западу от райцентра Ахты, в 256 км от Махачкалы, в 104 км от ближайшей железнодорожной станции Белиджи, на левом берегу реки Самур.
Кварталы Луткуна: Вини Кишлахар (Вини Къишлахар), Карахан бубад махле (Къарахан бубад мегьле), Лая махле (Лая мегьле), Перкю махле (Перкьуь мегьле).
Чечен, Ингуш, Усур кал, Мостовой, Шимер, Тарашкент, Беделовка.
Близ Луткуна расположены урочища: Беджан ачI (пашня), Гирве, Зулун чӏур, Кьилин булах, Мигьияр, Селиман булах, Югъ, Вакан пел, Чӏвехь кал, Усур кал, Чӏкар кал, Ахьмедан къчӏуь, Чуьхвер багъ.

## История
Древняя история села не сохранилась, первая крепость села была основана во ІІ-м веке н. э. на холме, в старой, исторической части села. В старом селе, окруженном высокой каменной стеной с двумя воротами, в XII-м веке было построено медресе, а ещё раньше, в Х-м веке мечеть. К концу XVIII века  Луткун и Ялак , находившиеся прежде под властью рутульского наиба, перешли по воле жителей самих сел под власть казикумухского ханства, где Сурхай хан прислал в с. Кака  своего представителя для управления этими селами в лице бека. По причине внешних агрессий и природных стихий село несколько раз переселялось с холма на равнину и обратно. Лишь на рубеже XIX—XX вв. наметилось окончательное переселение жителей села на место у подножия холма. В 1928 году в Луткуне открыта светская школа. В 1940 году в селе прорыт оросительный канал. В годы Великой Отечественной войны более 150 луткунцев отправились на фронт. В 1975 году село Луткун было отмечено как самое законопослушное село в Дагестане и поощрено Верховным Советом ДАССР — на протяжении 25 предыдущих лет в селе не было зарегистрировано ни одного случая правонарушения. 9 августа 2008 года в селе прошли торжественные мероприятия, посвящённые празднованию 2000-летия Луткуна.

## Население
| 1895  | 1926  | 1939 | 1959 | 1970  | 1989  | 2002  |
| ----- | ----- | ---- | ---- | ----- | ----- | ----- |
| 635   | ↘608  | →608 | ↗908 | ↗1338 | ↗1696 | ↗3049 |
| 2010  | 2021  |      |      |       |       |       |
| ↘2792 | ↘2539 |      |      |       |       |       |

Жители села являются лезгинами по национальности и мусульманами-суннитами по вероисповеданию. В 1869 году в селе проживало 503 человека, из них мужчины — 268, женщин 235. Село состояло из 90 домов. В 1886 году в селе проживал 691 человек. Исторически население Луткуна делится на родовые паторнимы — тухумы (лезг. сихил): Кавхаяр, Чӏулавар, Палканар, Тихтихар, Джефарар, Чхаяр, Валдукьар, Свухар, Кьеркьетӏар.

## Экономика и инфраструктура
В центру сел с 1928 года была расположена  общеобразовательная школа, а 2022 году была завершена строительство   новой школы на 360 ученических мест.
Основой экономики села является животноводство и садоводство. На август 2008 года в хозяйствах села имелось 1297 голов крупного рогатого скота, 3880 мелкого рогатого скота, а также 150 гектар садов и 170 гектар земли под овощеводство.

## Культура
- Монумент — обелиск вечной Славы героям ВОВ.
- пиры-святилища: мовзолей Гаджи и Мусы — миссионеров из Саудовской Аравии, Вагъуф-бубадин пир, Керем-бубадин пир, Расул-бубадин пир,
- Вагъуф-бубадин пир является особенной достопримечательностью села, прославившей Луткун. Каждый день его посещают паломники со всего Дагестана.
- Мечеть 1994 г. и медресе 2002 г.
- Луткунская музыкальная школа.

Галерея
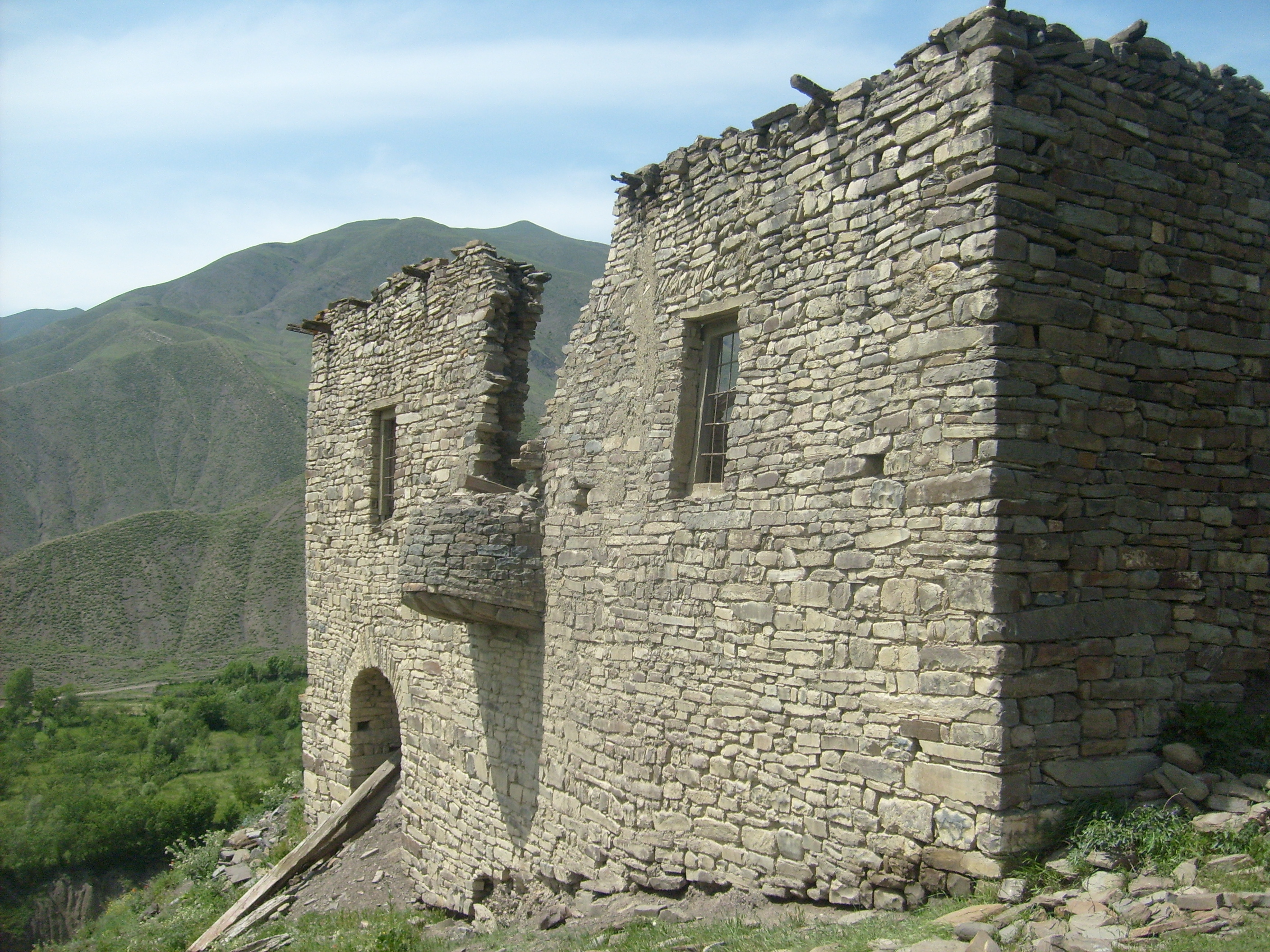
Мечеть в старом селе
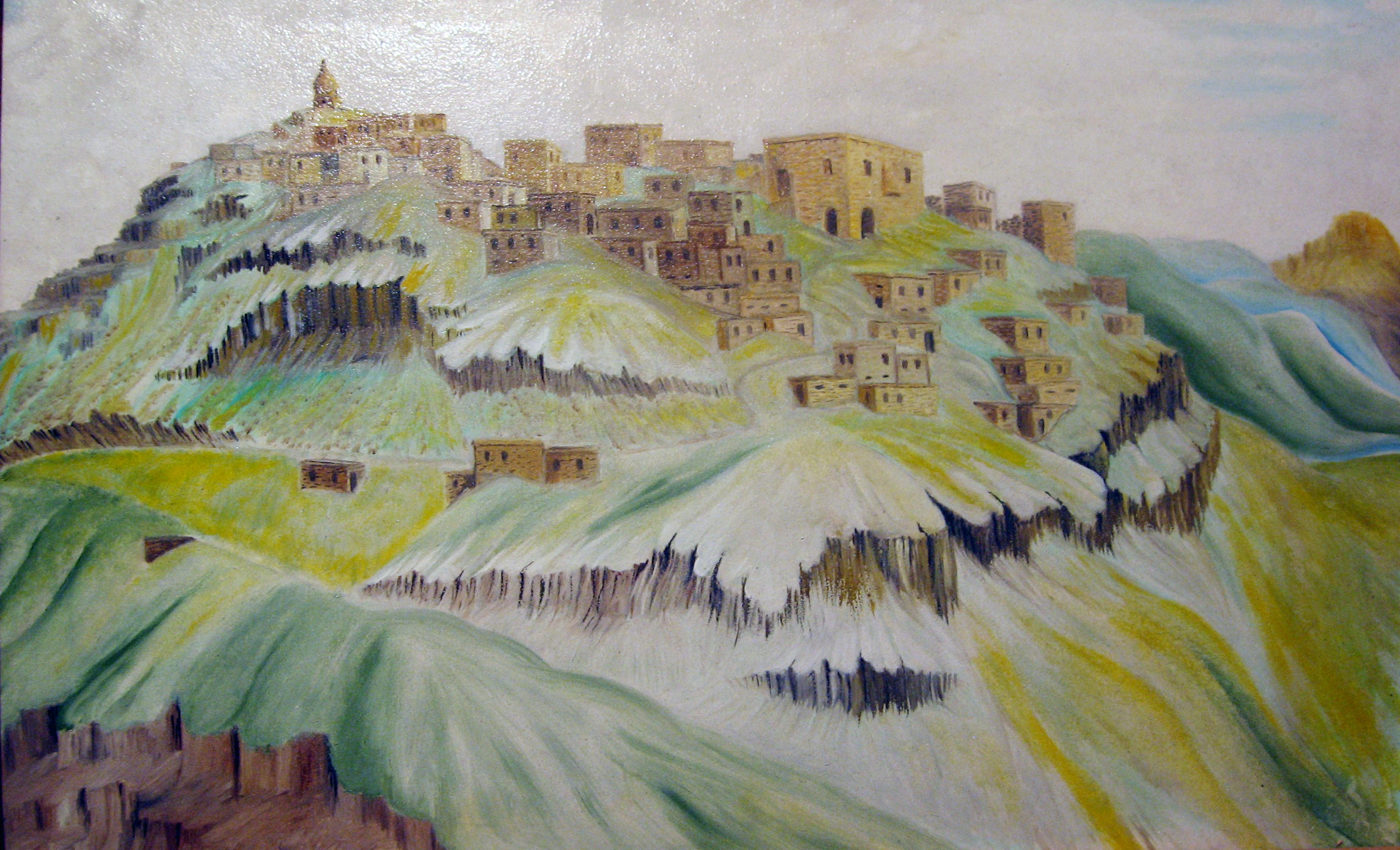
Старое село
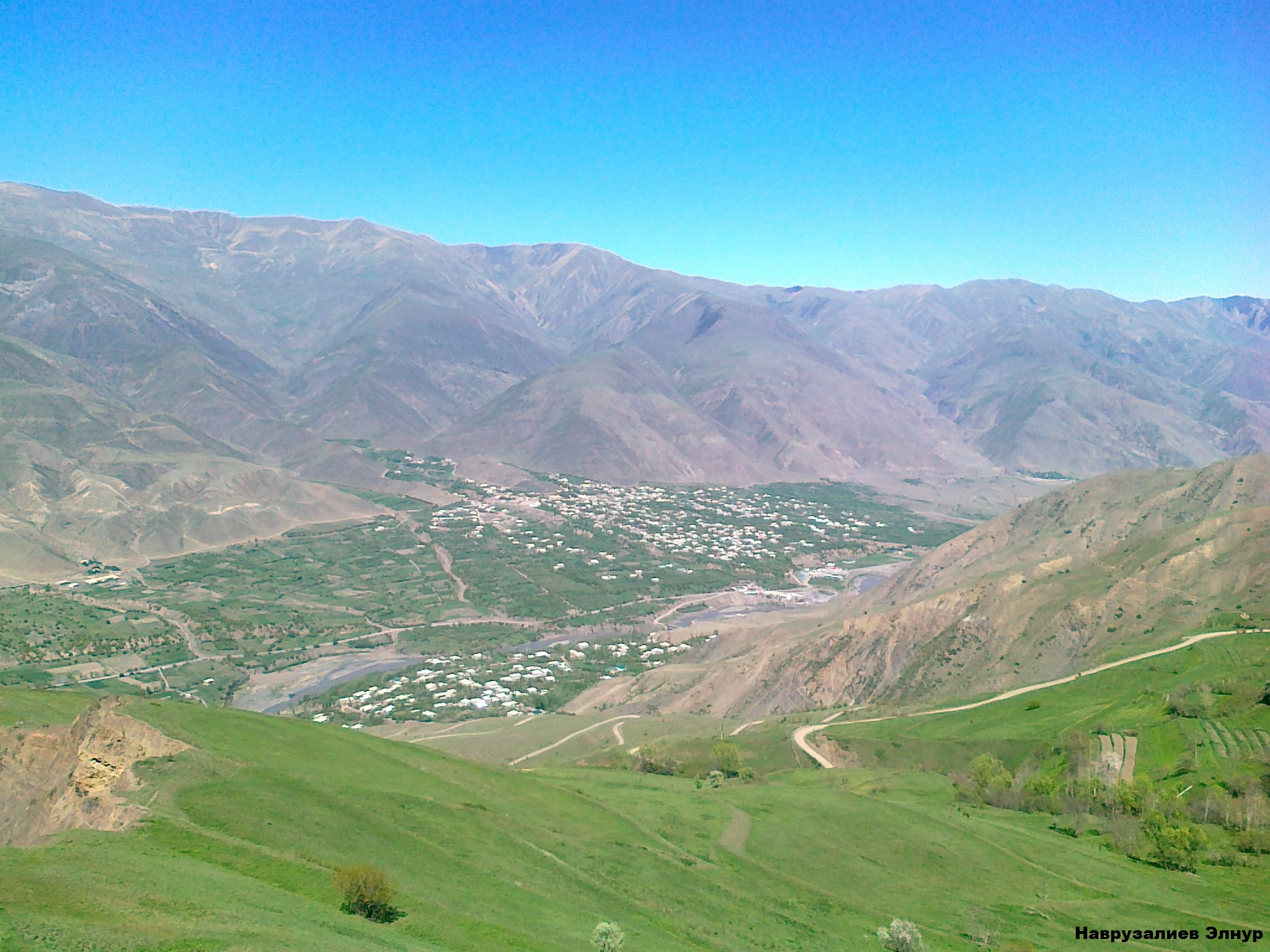
Вид на Луткун